# The Dirtbombs
The Dirtbombs — американская группа гаражного рока из Детройта, знаменитая смешением разнообразных влияний, как, например, панк-рок и соул, со звучанием двойного баса, двойного барабана и гитары. Группа была сформирована как сайд-проект Мика Коллинза в 1992 году, участника влиятельной гаражной группы The Gories, и начала записываться с 1995 года.
До записи дебютного альбома Horndog Fest в 1998 году группа успела издать пять синглов. Ещё после ряда синглов группа издаёт успешный альбом Ultraglide in Black в мае 2001 года, содержащий ритм-энд-блюз-каверы. Это способствует частым гастролям по Европе (в том числе с группой White Stripes). На следующем альбоме Dangerous Magical Noise (2003) группа возвращается к более жёсткому, роковому звучанию дебютника, однако сменяется вновь на сплит-записи Billiards at Nine Thirty (2005). В мае того же года выходит двойной сборник If You Don’t Already Have a Look (2005) содержащий 52 трека, среди которых каверы, синглы и шесть новых песен.
К этому моменту вокруг Коллинза формируется относительно постоянный состав: барабанщики Ben Blackwell и Pat Pantano, басисты Ko Shih и Troy Gregory. Квинтет продолжает гастролировать, их музыка звучит в нескольких рекламных роликах. Они возвращаются в студию осенью 2006 года. Изначально предполагалась запись мини-альбома, но постепенно проект превратился в четвёртый полноценный альбом We Have You Surrounded, изданный в феврале 2008 года. После чего Коллинз уходит в воссоединённый The Gories, но возвращается обратно и в 2011 году появляется очередной альбом Party Store, в котором отражается любовь Коллинза к детройтскому техно. Это второй кавер-альбом группы, который содержит песни отцов-основателей (Juan Atkins, Derrick May), инноваторов (Carl Craig) и хит-мейкеров (Inner City) техно-музыки.

## Дискография

### Альбомы
- Horndog Fest (In the Red Records, 1998)
- Ultraglide in Black (In the Red Records, 2001)
- Dangerous Magical Noise (In the Red Records, 2003)
- We Have You Surrounded (In the Red Records, 2008)
- Party Store (In the Red Records, 2011)

### Мини-альбомы
- Chariot of the Gods? (Au-Go-Go Records, 2001)

### Сборники
- If You Don’t Already Have a Look (In the Red Records, 2005)

### Синглы
- High Octane Salvation 7" (Sympathy For The Record Industry, 1996)
- All Geeked Up 7" (In The Red, 1997)
- Tina Louise 7" (Flying Bomb Records, 1998)
- Maybe Your Baby 7" (High Maintenance, 1998)
- Stuck Under My Shoe 7" (Some Assembly Required, 1998)
- Headlights On 7" (Solid Sex Lovie Doll Records, 2000)
- Brucia I Cavi 7" (Hate Records, 2000)
- Ode To A Black Man 7" (Sweet Nothing, 2001)
- Australian Sing A Long With The Dirtbomb Singers 7" (Zerox Records, 2002)
- Pray For Pills 7" (Corduroy Records, 2002)
- Motor City Baby 7" (Sweet Nothing, 2003)
- Earthquake Heart 7" (Velvet Tiger, 2004)
- Merit 7" (Kapow Records, 2004)
- Crashdown Day 7" (Corduroy Records, 2004)
- Tanzen Gehn' 7" (Soundflat Records, 2005)
- Brand New Game 7" (Munster Records, 2005)
- Oh Katrina 7" (Noiseless/Live From Detroit, 2007)
- Rocket USA 7" (Infirmary Phonographic, 2008)
- Need You Tonight 7" (Stained Circles, 2008)
- The Dirtbombs... Play Sparks 7" (In The Red, 2008)
- Race to the Bottom 12" (Cass Records, 2009)
- Kick Me 7" (Cass Records, 2010)

### Сплиты
- "Cedar Point '76", with The White Stripes (Extra Ball Records, 2000)
- "King's Led Hat", with The Gories (Fortune Teller Records, 2004)
- "She Played Me Like A Booger", with Justin Robertson (Slut Smalls, 2004)
- "Lost Love", with ADULT. (Cass Records/Ersatz Audio, 2004)
- "Billiards At Nine-Thirty", with King Khan And His Shrines (Sounds of Subterrania, 2004)
- "No Expectations", with The Love Supremes (Norton Records, 2005)
- "Missionary Man", with The Black Lips (Cass Records, 2006)
- "Kung Fu", with the Voltaire Brothers and Pitch Black City (Mahogani Music, 2007)
- "Politicians in My Eyes", with Kelley Stoltz (Cass Records, 2008)
- "Politicians in My Eyes", with The Terrible Twos and Dan Sartain (Cass Records, 2008)
- "Secret Code", with Davila 666 (Scion Audio Visual, 2010)

## Видео
- Ever Lovin' Man (Live at Amoeba)
- Underdog (кавер на Sly & the Family Stone с альбома «Ultraglide in Black»)
- Sharevari (кавер с альбома «Party Store»)